# Odznaka Honorowa Województwa Małopolskiego – Krzyż Małopolski
Odznaka Honorowa Województwa Małopolskiego – Krzyż Małopolski – polskie odznaczenie samorządowe nadawane w formie odznaki honorowej.

## Charakterystyka
Odznaka została ustanowiona Uchwałą Nr L/801/14 Sejmiku Województwa Małopolskiego z dnia 24 kwietnia 2014 r. w sprawie ustanowienia Odznaki Honorowej Województwa Małopolskiego – Krzyż Małopolski, ustalenia jej wzoru oraz zasad i trybu nadawania oraz noszenia.
Przyznawana jest przez Zarząd Województwa Małopolskiego w drodze uchwały osobom fizycznym, prawnym oraz jednostkom organizacyjnym nie posiadającym osobowości prawnej za aktywne działania na rzecz społeczności lokalnych, przyczyniające się do rozwijania społeczeństwa obywatelskiego i wzbogacają tym samym dorobek regionu.
Odznaka przyznawana jest na wniosek: Marszałka Województwa Małopolskiego, Członków Zarządu Województwa Małopolskiego, Przewodniczącego Sejmiku Województwa Małopolskiego, Radnych Województwa Małopolskiego, organów administracji rządowej, organów jednostek samorządu terytorialnego, organizacji samorządu gospodarczego, organizacji społecznych i zawodowych, dyrektorów Wojewódzkich Samorządowych Jednostek Organizacyjnych, po uzyskaniu pozytywnej opinii Komisji Odznaki.
Odznaka Honorowa Województwa Małopolskiego – Krzyż Małopolski jest drugim, po Medalu Honorowym za Zasługi dla Województwa Małopolskiego wyróżnieniem wojewódzkim, stanowiąc wyróżnienie niższego stopnia.
Odznaka dzieli się na dwa stopnie:
- I stopień – Złota Odznaka Honorowa Województwa Małopolskiego – Krzyż Małopolski,
- II stopień – Srebrna Odznaka Honorowa Województwa Małopolskiego – Krzyż Małopolski.

Otrzymanie Odznaki stopnia pierwszego nie jest uwarunkowane posiadaniem wcześniej nadanej Odznaki stopnia drugiego.
Odznaka tego samego stopnia może być nadana tej samej osobie jeden raz.

## Wygląd
Odznaka kształtem nawiązuje do jubileuszowego krzyża na szczycie góry Giewont w Tatrach Zachodnich, postawionego w 1901 r. na pamiątkę kończącego się starego i rozpoczynającego się nowego stulecia. Znaczenie krzyża wielokrotnie podkreślał Papież Jan Paweł II podczas uroczystej homilii – wygłoszonej w trakcie mszy świętej w Zakopanem w 1997 r. – określając go mianem „świadka naszych czasów”, stanowiącego wyraz chrześcijańskiej godności i narodowej tożsamości.
Odznakę stanowi krzyż stylizowany na wzór krzyża z Giewontu, o rozpiętości ramion 45 mm x 40 mm, wykonany z metalu odpowiednio do stopnia barwy srebrnej lub złotej, z obustronnie zaznaczoną konstrukcją kratową, od strony lica wypukle, na stronie odwrotnej konturowo, z uszkiem i kółkiem do zawieszenia na wstążce. Na stronie licowej, na okrągłą tarczę na skrzyżowaniu ramion, nałożony jest barwnie emaliowany wizerunek herbu Województwa Małopolskiego według wzoru stanowiącego załącznik do uchwały Nr VIII/73/99 Sejmiku Województwa Małopolskiego z dnia 24 maja 1999 r. Na stronie odwrotnej, na odwrocie okrągłej tarczy, widnieje majuskułowy wypukły napis ułożony w krąg: „NA WAS ZAWSZE MOŻNA LICZYĆ”, rozdzielony u dołu kropką. W centralnym miejscu tarczy nanoszony jest numer odznaki.
Odznaka zawieszona jest na wstążce z rypsu jedwabnego o szerokości 40 mm w barwach Małopolski, złożonej z trzech pasków, w kolorze białym szerokości 16 mm, żółtym szerokości 8 mm i czerwonym szerokości 16 mm.